# 许特根瓦尔德
许特根瓦尔德是德国北莱茵-威斯特法伦州的一个市镇。总面积88.05平方公里，总人口8640人，其中男性4322人，女性4318人（2011年12月31日），人口密度98人/平方公里。
第二次世界大战中的許特根森林戰役在此爆发，因而此地有两座巨大的战争公墓。